# المرخية
المرخية هي أحد أحياء الدوحة،قطر. وهي واحدة من المناطق المطورة حديثًا في شمال الدوحة، وهي جزء من مشروع تنموي حكومي لاستضافة المنشآت التجارية في المناطق المركزية.

## أصل الكلمة
يعود الاسم إلى شجرة تنمو بكثرة في المنطقة، تُعرف محليًا باسم «المارخ» (ليبتادينيا النارية).

## تاريخ
في قسم الجغرافيا من دليل الخليج العربي لعام 1908، وُصفت المرخية بأنها مكان تخييم به بئر للبناء وحديقة. الحديقة أنشأها الأمير السابق جاسم بن محمد آل ثاني، كانت محاطة بسور وتُستخدم لزراعة نخيل التمر. أشار لوريمر إلى أنها واحدة من سبع مزارع نخيل كبيرة في قطر.

## جغرافية
تقع منطقة المرخية على حدود الأحياء التالية: الجبيلات من جهة الشرق، يفصلها شارع عبد العزيز بن جاسم.
حزم المرخية شمالًا، ويفصلها شارع المرخية.
دحل الحمام غربًا، ويفصلها شارع بو شداد.
من الجنوب فريج كليب، يفصلها شارع خليفة.

## المواصلات

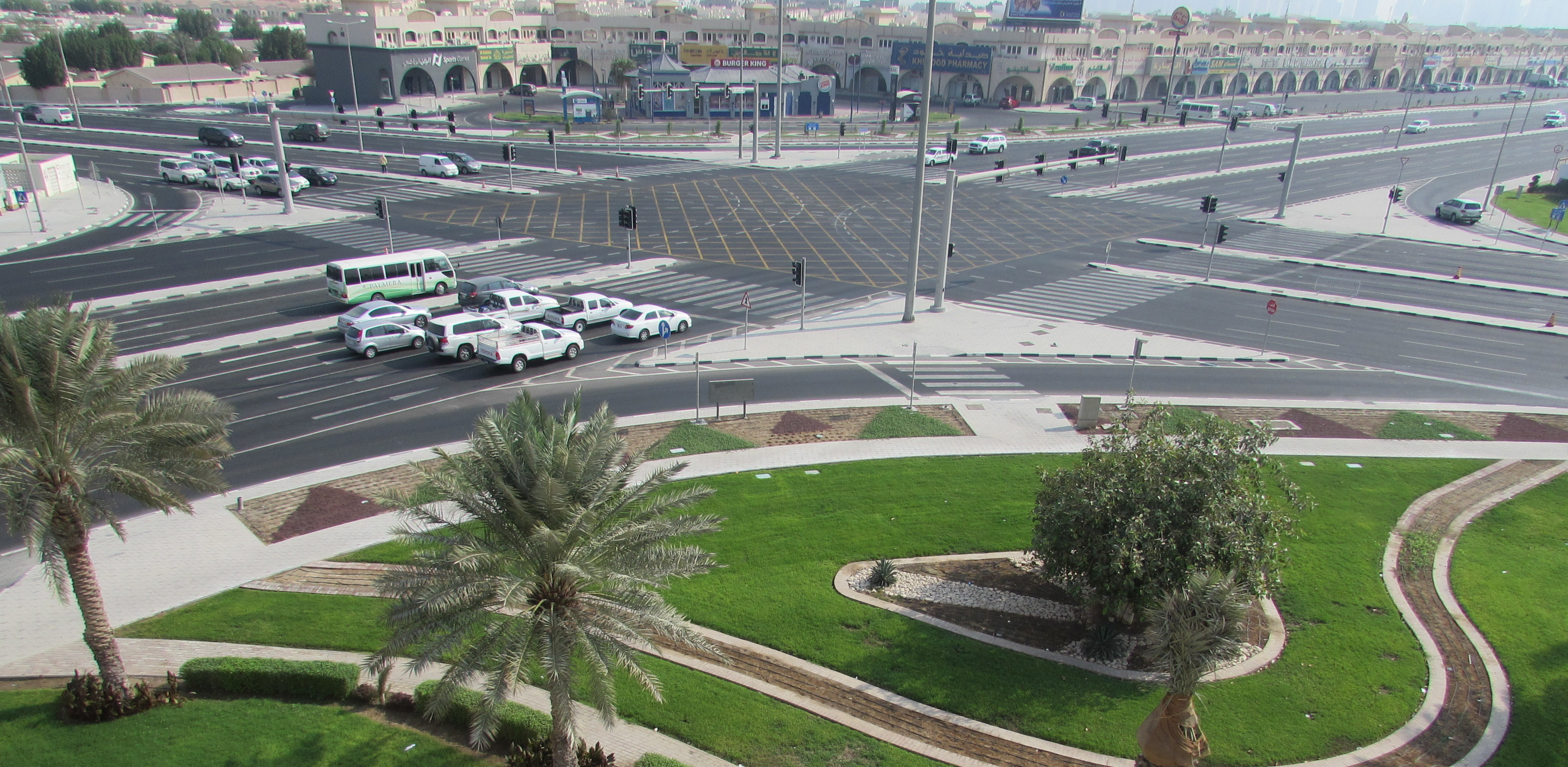
تقاطع المرخية

الطرق الرئيسية التي تمر عبر المنطقة هي شارع عبد العزيز بن جاسم وشارع المرخية وشارع خليفة.

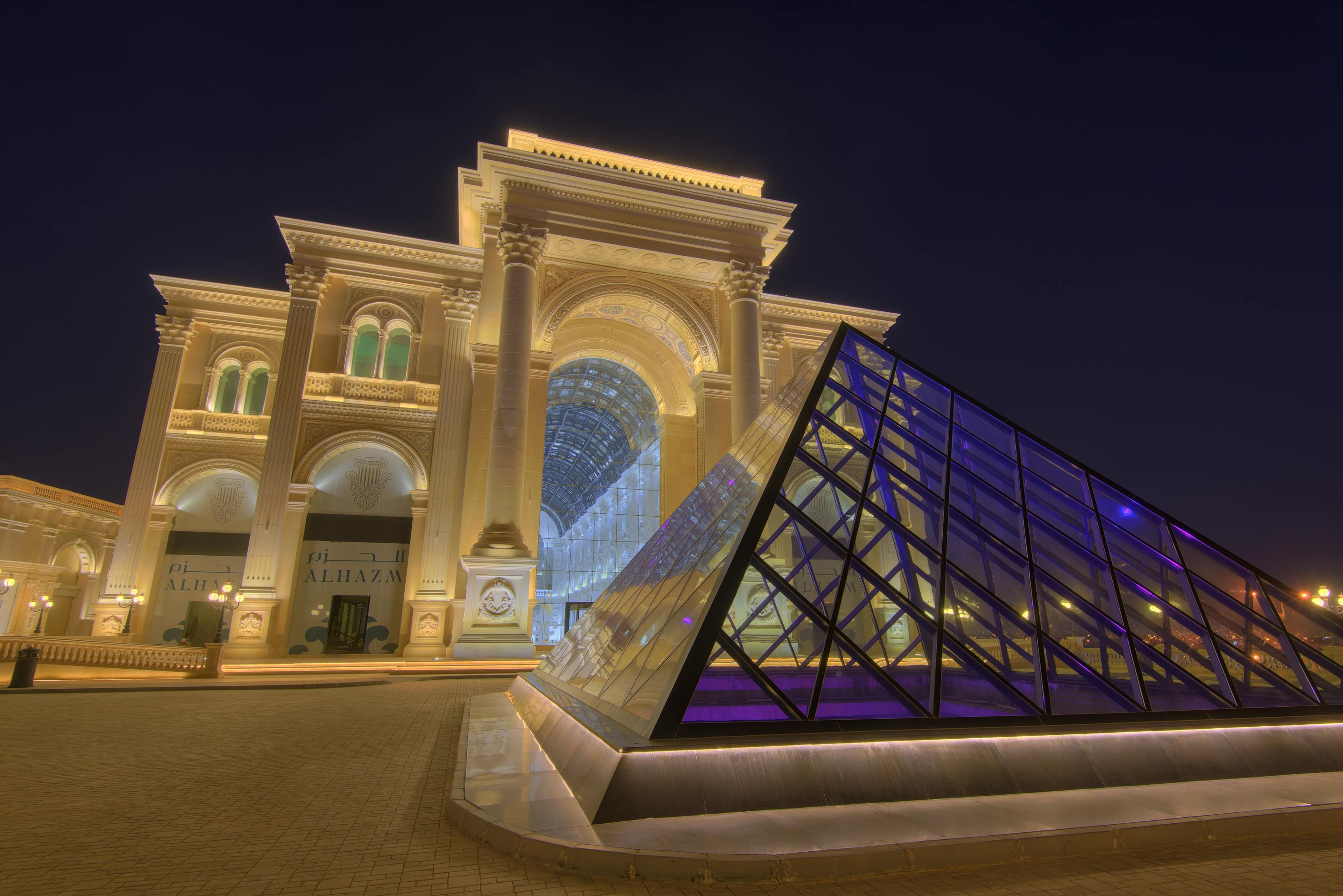
الحزم مول في المرخية

## التركيبة السكانية
وفقًا لتعداد 2010،كانت المنطقة تتألف من 1009 وحدة سكنية  و200 منشأة. يعيش 5197 شخصًا في المنطقة، 56٪ منهم من الذكور و44٪ من الإناث. من بين 5179 نسمة، كان 69٪ من السكان بعمر 20 سنة أو أكثر و31٪ دون العشرين. وبلغ معدل معرفة القراءة والكتابة 97.2٪.
يشكل الأشخاص العاملون 53٪ من إجمالي السكان. تمثل الإناث 30٪ من السكان العاملين، ويمثل الذكور 70٪.
| سنة  | تعداد السكان |
| ---- | ------------ |
| 1986 | 1،419        |
| 1997 | 2،179        |
| 2004 | 2,952        |
| 2010 | 5،197        |